# Kilwo (Meri)
Kilwo (ou Kilouo, Killouo) est une localité du Cameroun située dans l'arrondissement de Meri, le département du Diamaré et la région de l’Extrême-Nord. Elle fait partie du canton de Douvangar.

## Population
En 1974, la localité comptait 1 160 habitants, des Mofu.
Lors du recensement de 2005, on y a dénombré 2 857 personnes.